# Victor Varnado

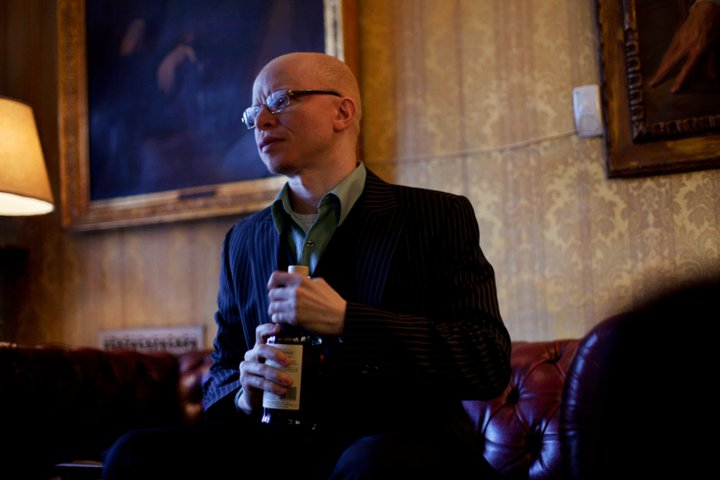
Victor Varnado

Victor Varnado, född den 15 maj 1969 i Gary, Indiana, USA, är en afro-amerikansk komiker (ståuppare) och skådespelare som är albino. 

## Filmografi
| År   | Titel                          | Roll        | Noteringar      |
| ---- | ------------------------------ | ----------- | --------------- |
| 2009 | War Against the Weak           | Sig själv   |                 |
| 2007 | The Mercy Man                  | Stokes      | Post-production |
| 2007 | Permanent Vacation             | Stutter Boy | Completed       |
| 2007 | Fat Guy Stuck in Internet (TV) | Kazaa-a-a-a |                 |
| 2007 | Twisted Fortune                | Lil Toot    |                 |
| 2003 | A Guy Thing                    | Hansberry   |                 |
| 2002 | The Adventures of Pluto Nash   | Kelp        |                 |
| 2002 | Hacks                          | Otis        |                 |
| 2000 | The Intern                     | Messenger   |                 |
| 1999 | End of Days                    | Albino      |                 |
| 1999 | Julien Donkey-Boy              | Rapper      |                 |
| 1996 | Full Moon Rising               | Ollie       |                 |